# Baryconus serenus
Baryconus serenus är en stekelart som först beskrevs av Alan Parkhurst Dodd 1920.  Baryconus serenus ingår i släktet Baryconus och familjen Scelionidae. Inga underarter finns listade.